# Regering-Simonet II
De regering-Simonet II (18 februari 2004 - 19 juli 2004) was een Brusselse Hoofdstedelijke Regering, onder leiding van Jacques Simonet (MR). Het was een vijfdelige coalitie: de liberalen (MR (27 zetels) en VLD (2 zetels)), de socialisten (PS (13 zetels) en Sp.a (2 zetels)) en de Vlaamse christendemocraten CD&V (3 zetels). 
De regering volgde de regering-Ducarme op na het aftreden van minister-president Daniel Ducarme en werd opgevolgd door de regering-Picqué III.

## Samenstelling
| Naam | Naam                        | Partij | Partij | Functie en bevoegdheden |
| ---- | --------------------------- | ------ | ------ | --- |
|      | Jacques Simonet (1963-2007) |        | MR     | Minister-president en Minister Lokale Overheden, Ruimtelijke Ordening, Monumenten en Sites, Stedelijke Renovatie, Openbare Netheid en Wetenschappelijk Onderzoek |
|      | Jos Chabert (1933-2014)     |        | CD&V   | Minister Transport, Openbare Werken, Noodhulp en Brandbestrijding                                                                                                |
|      | Éric Tomas (1948)           |        | PS     | Minister Werkgelegenheid, Economie, Energie, Huisvesting en Landbouwbeleid                                                                                       |
|      | Guy Vanhengel (1958)        |        | VLD    | Minister Financiën, Begroting, Openbare Dienst en Buitenlandse Betrekkingen                                                                                      |
|      | Didier Gosuin (1952)        |        | MR/FDF | Minister Leefmilieu, Natuurbehoud, Buitenlandse Handel, Overheidsbeleid en Openbare Netheid                                                                      |
|      | Willem Draps (1952)         |        | MR     | Staatssecretaris Stedenbouw, Landbeheer, Erfgoed en Taxi's |
|      | Pascal Smet (1967)          |        | sp.a   | Staatssecretaris Mobiliteit, Ambtenarenzaken en Brandweer en Noodhulp                                                                                            |
|      | Alain Hutchinson (1949)     |        | PS     | Staatssecretaris Sociale Huisvesting |

### Gemeenschapscommissies

#### Gemeenschappelijke Gemeenschapscommissie (GGC)
| Naam | Naam                        | Partij | Partij | Functie en bevoegdheden                                                  |
| ---- | --------------------------- | ------ | ------ | ------------------------------------------------------------------------ |
|      | Jacques Simonet (1963-2007) |        | MR     | Voorzitter                                                               |
|      | Jos Chabert (1933-2014)     |        | CD&V   | Minister Gezondheidsbeleid, Financiën, Begroting en Externe Betrekkingen |
|      | Didier Gosuin (1952)        |        | FDF    | Minister Gezondheidsbeleid, Financiën, Begroting en Externe Betrekkingen |
|      | Éric Tomas (1948)           |        | PS     | Minister Beleid inzake Bijstand aan Personen en Ambtenarenzaken          |
|      | Guy Vanhengel (1958)        |        | VLD    | Minister Beleid inzake Bijstand aan Personen en Ambtenarenzaken          |

#### Vlaamse Gemeenschapscommissie (VGC)
| Naam | Naam                    | Partij | Partij | Functie en bevoegdheden                                   |
| ---- | ----------------------- | ------ | ------ | --------------------------------------------------------- |
|      | Pascal Smet (1967)      |        | sp.a   | Voorzitter Cultuur, Sport, Mediabeleid en Ambtenarenzaken |
|      | Jos Chabert (1933-2014) |        | CD&V   | Minister Welzijn, Gezondheid en Patrimonium               |
|      | Guy Vanhengel (1958)    |        | VLD    | Minister Onderwijs, Beroepsopleiding en Begroting         |

#### Franse Gemeenschapscommissie (FGC)
| Naam | Naam                        | Partij | Partij | Functie en bevoegdheden |
| ---- | --------------------------- | ------ | ------ | --- |
|      | Éric Tomas (1948)           |        | PS     | Voorzitter Onderwijs, Beroepsomscholing, Transport naar School, Samenwerking met de Lokale Besturen, Relaties met de Franse Gemeenschap en het Waals Gewest en Internationale Relaties |
|      | Jacques Simonet (1963-2007) |        | MR     | Minister Ambtenarenzaken |
|      | Didier Gosuin (1952)        |        | FDF    | Minister Cultuur, Toerisme, Sport, Jeugd en Gezondheid |
|      | Willem Draps (1952)         |        | MR     | Minister Beroepsopleiding en Permanente Vorming van de Middenklasse en Bijstand aan Personen met een Handicap                                                                          |
|      | Alain Hutchinson (1949)     |        | PS     | Minister Begroting, Sociale Actie en Gezin |

Picqué I · 
Picqué II · 
Simonet I · 
de Donnea · 
Ducarme · 
Simonet II · 
Picqué III · 
Picqué IV · 
Vervoort I ·
Vervoort II ·
Vervoort III